# West Berkshire
West Berkshire (littéralement, le « Berkshire-de-l’Ouest ») est un territoire relevant d’une autorité locale unique du comté de Berkshire, dans le sud de l'Angleterre (Royaume-Uni), gouverné par un conseil. La capitale administrative est Newbury.
| 1. West Berkshire 2. Reading 3. Wokingham 4. Bracknell Forest 5. Windsor and Maidenhead 6. Slough |